# Steve Hackett/Diskografie
Diese Diskografie ist eine Übersicht über die musikalischen Werke des britischen Musikers Steve Hackett sowohl als Solomusiker als auch als Mitglied von Genesis und GTR und anderen Projekten.

## Alben

### Studioalben
| Jahr | Titel                         | Höchstplatzierung, Gesamtwochen, AuszeichnungChartplatzierungen (Jahr, Titel, Platzierungen, Wochen, Auszeichnungen, Anmerkungen) | Höchstplatzierung, Gesamtwochen, AuszeichnungChartplatzierungen (Jahr, Titel, Platzierungen, Wochen, Auszeichnungen, Anmerkungen) | Höchstplatzierung, Gesamtwochen, AuszeichnungChartplatzierungen (Jahr, Titel, Platzierungen, Wochen, Auszeichnungen, Anmerkungen) | Höchstplatzierung, Gesamtwochen, AuszeichnungChartplatzierungen (Jahr, Titel, Platzierungen, Wochen, Auszeichnungen, Anmerkungen) | Höchstplatzierung, Gesamtwochen, AuszeichnungChartplatzierungen (Jahr, Titel, Platzierungen, Wochen, Auszeichnungen, Anmerkungen) | Anmerkungen                              |
| Jahr | Titel                         | DE | AT | CH | UK | US | Anmerkungen                              |
| ---- | ----------------------------- | --- | --- | --- | --- | --- | ---------------------------------------- |
| 1975 | Voyage of the Acolyte         | — | — | — | UK26 (4 Wo.)UK | US191 (4 Wo.)US | Erstveröffentlichung: Oktober 1975       |
| 1978 | Please Don’t Touch!           | DE49 (2 Wo.)DE | — | — | UK38 (5 Wo.)UK | US103 (14 Wo.)US | Erstveröffentlichung: Mai 1978           |
| 1979 | Spectral Mornings             | — | — | — | UK22 (11 Wo.)UK | US138 (4 Wo.)US | Erstveröffentlichung: Mai 1979           |
| 1980 | Defector                      | — | — | — | UK9 (7 Wo.)UK | US144 (6 Wo.)US | Erstveröffentlichung: Juni 1980          |
| 1981 | Cured                         | — | — | — | UK15 (5 Wo.)UK | US169 (3 Wo.)US | Erstveröffentlichung: August 1981        |
| 1982 | Highly Strung                 | — | — | — | UK16 (3 Wo.)UK | — | Erstveröffentlichung: April 1982         |
| 1983 | Bay of Kings                  | — | — | — | UK70 (1 Wo.)UK | — | Erstveröffentlichung: November 1983      |
| 1984 | Till We Have Faces            | — | — | — | UK54 (2 Wo.)UK | — | Erstveröffentlichung: September 1984     |
| 1988 | Momentum                      | — | — | — | — | — | Erstveröffentlichung: 1988               |
| 1993 | Guitar Noir                   | — | — | — | — | — | Erstveröffentlichung: 1993               |
| 1994 | Blues with a Feeling          | — | — | — | — | — | Erstveröffentlichung: 1994               |
| 1996 | Genesis Revisited             | — | — | — | UK95 (1 Wo.)UK | — | Erstveröffentlichung: 25. August 1996    |
| 1997 | A Midsummer Night's Dream     | — | — | — | — | — | Erstveröffentlichung: 1997               |
| 1999 | Darktown                      | — | — | — | — | — | Erstveröffentlichung: 23. Juni 1999      |
| 2000 | Feedback ’86                  | — | — | — | — | — | Erstveröffentlichung: 2000               |
| 2003 | To Watch the Storms           | — | — | — | — | — | Erstveröffentlichung: 26. Mai 2003       |
| 2005 | Metamorpheus                  | — | — | — | — | — | Erstveröffentlichung: 29. März 2005      |
| 2006 | Wild Orchids                  | — | — | — | — | — | Erstveröffentlichung: 11. September 2006 |
| 2008 | Tribute                       | — | — | — | — | — | Erstveröffentlichung: 11. Februar 2008   |
| 2009 | Out of the Tunnel’s Mouth     | — | — | — | — | — | Erstveröffentlichung: 1. November 2009   |
| 2011 | Beyond the Shrouded Horizon   | DE63 (1 Wo.)DE | — | — | — | — | Erstveröffentlichung: 23. September 2011 |
| 2012 | Genesis Revisited II          | DE32 (2 Wo.)DE | — | CH80 (1 Wo.)CH | UK24 (1 Wo.)UK | — | Erstveröffentlichung: 19. Oktober 2012   |
| 2015 | Wolflight                     | DE49 (1 Wo.)DE | — | CH58 (1 Wo.)CH | UK31 (1 Wo.)UK | — | Erstveröffentlichung: 27. März 2015      |
| 2017 | The Night Siren               | DE22 (2 Wo.)DE | AT62 (1 Wo.)AT | CH39 (1 Wo.)CH | UK28 (1 Wo.)UK | — | Erstveröffentlichung: 24. März 2017      |
| 2019 | At the Edge of Light          | DE13 (2 Wo.)DE | — | CH21 (1 Wo.)CH | UK28 (1 Wo.)UK | — | Erstveröffentlichung: 25. Januar 2019    |
| 2021 | Under a Mediterranean Sky     | DE14 (1 Wo.)DE | — | CH20 (1 Wo.)CH | UK52 (1 Wo.)UK | — | Erstveröffentlichung: 22. Januar 2021    |
| 2021 | Surrender of Silence          | DE10 (2 Wo.)DE | — | CH25 (1 Wo.)CH | UK31 (1 Wo.)UK | — | Erstveröffentlichung: 10. September 2021 |
| 2024 | The Circus and the Nightwhale | DE11 (1 Wo.)DE | AT32 (1 Wo.)AT | CH15 (1 Wo.)CH | UK30 (1 Wo.)UK | — | Erstveröffentlichung: 16. Februar 2024   |

grau schraffiert: keine Chartdaten aus diesem Jahr verfügbar

### Livealben
| Jahr | Titel                                                                 | Höchstplatzierung, Gesamtwochen, AuszeichnungChartplatzierungen (Jahr, Titel, Platzierungen, Wochen, Auszeichnungen, Anmerkungen) | Höchstplatzierung, Gesamtwochen, AuszeichnungChartplatzierungen (Jahr, Titel, Platzierungen, Wochen, Auszeichnungen, Anmerkungen) | Höchstplatzierung, Gesamtwochen, AuszeichnungChartplatzierungen (Jahr, Titel, Platzierungen, Wochen, Auszeichnungen, Anmerkungen) | Höchstplatzierung, Gesamtwochen, AuszeichnungChartplatzierungen (Jahr, Titel, Platzierungen, Wochen, Auszeichnungen, Anmerkungen) | Höchstplatzierung, Gesamtwochen, AuszeichnungChartplatzierungen (Jahr, Titel, Platzierungen, Wochen, Auszeichnungen, Anmerkungen) | Anmerkungen                              |
| Jahr | Titel                                                                 | DE | AT | CH | UK | US | Anmerkungen                              |
| ---- | --------------------------------------------------------------------- | --- | --- | --- | --- | --- | ---------------------------------------- |
| 2013 | Genesis Revisited – Live at Hammersmith                               | DE17 (2 Wo.)DE | — | CH97 (1 Wo.)CH | UK58 (1 Wo.)UK | — | Erstveröffentlichung: 18. Oktober 2013   |
| 2014 | Genesis Revisited: Live at the Royal Albert Hall                      | DE23 (3 Wo.)DE | — | — | — | — | Erstveröffentlichung: 27. Juni 2014      |
| 2016 | The Total Experience Live in Liverpool                                | DE25 (2 Wo.)DE | — | CH90 (1 Wo.)CH | UK77 (1 Wo.)UK | — | Erstveröffentlichung: 24. Juni 2016      |
| 2018 | Wuthering Nights: Live in Birmingham                                  | DE25 (1 Wo.)DE | — | — | UK54 (1 Wo.)UK | — | Erstveröffentlichung: 26. Januar 2018    |
| 2019 | Genesis Revisited Band & Orchestra: Live at the Royal Festival Hall   | DE32 (1 Wo.)DE | — | CH85 (1 Wo.)CH | — | — | Erstveröffentlichung: 25. Oktober 2019   |
| 2020 | Selling England By the Pound & Spectral Mornings: Live at Hammersmith | DE22 (2 Wo.)DE | — | CH45 (1 Wo.)CH | UK23 (1 Wo.)UK | — | Erstveröffentlichung: 25. September 2020 |
| 2022 | Genesis Revisited Live: Seconds Out & More                            | DE13 (3 Wo.)DE | — | CH23 (1 Wo.)CH | UK28 (1 Wo.)UK | — | Erstveröffentlichung: 2. September 2022  |
| 2023 | Foxtrot at Fifty + Hackett Highlights: Live in Brighton               | DE24 (1 Wo.)DE | — | CH28 (1 Wo.)CH | UK51 (1 Wo.)UK | — | Erstveröffentlichung: 15. September 2023 |
| 2025 | Live Magic at Trading Boundaries                                      | — | — | CH93 (1 Wo.)CH | — | — | Erstveröffentlichung: 17. Januar 2025    |
| 2025 | The Lamb Stands Up Live at the Royal Albert Hall                      | DE11 (1 Wo.)DE | AT28 (1 Wo.)AT | CH26 (1 Wo.)CH | UK68 (1 Wo.)UK | — | Erstveröffentlichung: 11. Juli 2025      |

Weitere Livealben
- 1992: Time Lapse
- 1994: There Are Many Sides to the Night (akustisch)
- 1998: The Tokyo Tapes (mit prominenten Gastmusikern, 2 CDs)
- 2001: Live Archive 70’s 80’s 90’s (4 CDs)
- 2001: Live Archive 70’s Newcastle
- 2002: Somewhere in South America (2 CDs)
- 2003: Live Archive NEARfest (2 CDs)
- 2003: Hungarian Horizons (2 CDs) (akustisch)
- 2004: Live Archive 03 (2 CDs)
- 2004: Live Archive 04 (2 CDs)
- 2005: Live Archive 05 (2 CDs, akustisch)
- 2006: Live Archive 83 (akustisch, mit John Hackett)
- 2011: Live Rails 2010 (2 CDs)

### Kompilationen und Raritäten
- 1992: The Unauthorized Biography (inklusive zwei neue Songs: Don’t Fall Away from Me und Prayers and Dreams)
- 2002: Genesis Files (2 CDs, inklusive Riding the Colossus und einer dritten Studioversion von Horizons)

## Singles
| Jahr | Titel Album            | Höchstplatzierung, Gesamtwochen, AuszeichnungChartplatzierungen (Jahr, Titel, Album, Platzierungen, Wochen, Auszeichnungen, Anmerkungen) | Höchstplatzierung, Gesamtwochen, AuszeichnungChartplatzierungen (Jahr, Titel, Album, Platzierungen, Wochen, Auszeichnungen, Anmerkungen) | Höchstplatzierung, Gesamtwochen, AuszeichnungChartplatzierungen (Jahr, Titel, Album, Platzierungen, Wochen, Auszeichnungen, Anmerkungen) | Höchstplatzierung, Gesamtwochen, AuszeichnungChartplatzierungen (Jahr, Titel, Album, Platzierungen, Wochen, Auszeichnungen, Anmerkungen) | Höchstplatzierung, Gesamtwochen, AuszeichnungChartplatzierungen (Jahr, Titel, Album, Platzierungen, Wochen, Auszeichnungen, Anmerkungen) | Anmerkungen |
| Jahr | Titel Album            | DE | AT | CH | UK | US | Anmerkungen |
| ---- | ---------------------- | --- | --- | --- | --- | --- | ----------- |
| 1983 | Cell 151 Highly Strung | — | — | — | UK66 (2 Wo.)UK | — |             |

Weitere Singles
- 1978: How Can I? / Kim
- 1978: Narnia (Remix) / Please Don’t Touch
- 1979: Every Day / Lost Time in Cordoba
- 1979: Clocks (Alternate Version) / Acoustic Set (Live)
- 1979: Clocks (Alternate Version) / Acoustic Set (Live) / Tigermoth (Live) (12-Inch-Single)
- 1980: The Show / Hercules Unchained
- 1980: Sentimental Institution / The Toast
- 1981: Hope I Don’t Wake / Tales from the Riverbank
- 1982: Picture Postcard / Theme from ‚Second Chance‘
- 1983: Cell 151 (Long Version) / The Air-Conditioned Nightmare (Live) / Time Lapse at Milton Keynes (12-Inch-Single)
- 1984: A Doll That's Made in Japan (Part 1) / A Doll That's Made in Japan (Part 2)
- 1984: A Doll That's Made in Japan (Long Version) / Just the Bones (12-Inch-Single)
- 1991: Days of Long Ago (Promo)
- 2003: Brand New (Radio Edit) / Brand New (Album Version)
- 2012: Til These Eyes / Enter the Night (Radio Mix) (Download-Single)

## Videoalben
- 1991: Live! (VHS)
- 1998: The Tokyo Tapes (DVD)
- 2002: Somewhere in South America (DVD + 2 CDs)
- 2003: Hungarian Horizons (DVD + 2 CDs)
- 2004: Live Legends (DVD, Konzert in Nottingham von 1990)
- 2005: Once Above a Time (DVD)
- 2005: Spectral Mornings (DVD, Musikladen-Konzert von 1978)
- 2011: Fire & Ice (DVD)
- 2013: Genesis Revisited: Live At Hammersmith (2 DVDs + 3 CDs)
- 2014: Genesis Revisited: Live At The Royal Albert Hall (1 DVD + 2 CDs bzw. 1 BR, 2 DVDs + 2 CDs)

## Boxsets
| Jahr | Titel                        | Höchstplatzierung, Gesamtwochen, AuszeichnungChartplatzierungen (Jahr, Titel, Platzierungen, Wochen, Auszeichnungen, Anmerkungen) | Höchstplatzierung, Gesamtwochen, AuszeichnungChartplatzierungen (Jahr, Titel, Platzierungen, Wochen, Auszeichnungen, Anmerkungen) | Höchstplatzierung, Gesamtwochen, AuszeichnungChartplatzierungen (Jahr, Titel, Platzierungen, Wochen, Auszeichnungen, Anmerkungen) | Höchstplatzierung, Gesamtwochen, AuszeichnungChartplatzierungen (Jahr, Titel, Platzierungen, Wochen, Auszeichnungen, Anmerkungen) | Höchstplatzierung, Gesamtwochen, AuszeichnungChartplatzierungen (Jahr, Titel, Platzierungen, Wochen, Auszeichnungen, Anmerkungen) | Anmerkungen                           |
| Jahr | Titel                        | DE | AT | CH | UK | US | Anmerkungen                           |
| ---- | ---------------------------- | --- | --- | --- | --- | --- | ------------------------------------- |
| 2018 | Broken Skies Outspread Wings | DE89 (1 Wo.)DE | — | — | — | — | Erstveröffentlichung: 5. Oktober 2018 |

Weitere Boxsets
- 2016: Premonitions - The Charisma Recordings 1975 - 1983 (Boxset, 10 CDs + 4 DVDs, die ersten sechs Studioalben remastered + 4 CDs Live-Aufnahmen aus den Jahren 1979-1981 + 4 DVDs Steven Wilson-5.1 Surround Up-Mix der ersten vier Studio-Alben)

## Sonderveröffentlichungen

### Albumbeiträge als Session- und Gastmusiker
- 1970: Quiet World – The Road (mehrere Stücke)
- 1973: Peter Banks – Two Sides of Peter Banks (Knights (Reprise))
- 1983: Ritchie – Vôo de Coração (Titelstück)
- 1984: Nightwing – My Kingdom Come (Night of Mystery)
- 1985: Eddie Hardin – Wind in the Willows (Titelstück)
- 1986: Box of Frogs – Strange Land (Average / Trouble)
- 1987: David Palmer – We Know What We Like: The Music of Genesis (mehrere Stücke)
- 1991: David Palmer – Orchestral Maneuvers: The Music of Pink Floyd
- 1991: Mae McKenna – Mirage and Reality (Heart To Heart / Flamenco)
- 1992: Gandalf – Gallery of Dreams (mehrere Stücke)
- 1999: Ian McDonald – Drivers Eyes (You Are a Part of Me / Straight Back to You)
- 2003: Gordian Knot – Emergent (mehrere Stücke)
- 2005: Neal Morse – ?
- 2007: Chris Squire – Chris Squire’s Swiss Choir
- 2008: Simon Collins – U-Catastrophe (Fast Forward the Future)
- 2009: Jim McCarty – Sitting on the Top of Time (Living from the Inside Out)
- 2009: Julian Colbeck with Jonathan Cohen – Back to Bach
- 2009: Algebra – JL (Il molo deserto)
- 2010: Marco Lo Muscio – The Book of Bilbo and Gandalf (Galadriel)
- 2010: Gary Husband – Dirty and Beautiful, Vol. 1
- 2011: CCLR – Cavalli Cocchi Lanzetti Roversi
- 2011: Steven Wilson – Grace for Drowning (Remainder the Black Dog)
- 2012: Diverse – Prog Exhibition – Il festival della musica immaginifica (New Goblin)
- 2012: L’Estate di San Martino – Talsete di Marsantino
- 2012: The Prog World Orchestra – A Proggy Christmas (Joy To The World)
- 2012: Kompendium – Beneath The Waves (Lilly)
- 2013: Rob Cottingham – Captain Blue
- 2013: Lifesigns – Lifesigns
- 2013: Ayreon – The Theory of Everything (The Parting)
- 2014: Steve Rothery – The Ghosts of Pripyat (Morpheus / Old Man of the Sea)
- 2014: Todmobile – Úlfur (Midnight Sun)
- 2014: Duncan Parsons – C:Ore (J: Oi!)
- 2014: United Progressive Fraternity – Fall in Love with the World
- 2014: Tony Patterson & Brendan Eyre – Northlands (So Long the Day)
- 2014: Dave Kerzner – New World
- 2015: Franck Carducci – Torn Apart
- 2015: Cadbury-Hicks – CH (Just Another Honky-Tonk)
- 2015: Nad Sylvan – Courting the Widow
- 2015: Billy Sherwood – Citizen (Man and the Machine)
- 2016: The Rome Pro(G)ject – Of Fate and Glory (mehrere Stücke)
- 2017: Nad Sylvan – The Bride Said No
- 2017: The Watch – Seven (The Hermit)
- 2018: Orphaned Land - Unsung Prophets and Dead Messiahs (Chains Fall to Gravity)

Mit John Wetton
- 1997: Arkangel (Nothing Happens for Nothing / All Grown Up)
- 2001: Sinister (Real World)
- 2011: Raised in Captivity (Goodbye Elsinore)

Mit Djabe
- 2003: Sheafs are Dancing (Reflections of Thiérache)
- 2009: Sipi Benefit Concert (live)
- 2011: In the Footsteps of Attila and Genghis (live)
- 2012: Down and Up (mehrere Stücke)
- 2014: Forward (Lava Lamp, New Words, Wind Tale)

Mit Nick Magnus
- 2004: Hexameron (mehrere Stücke)
- 2010: Children of Another God (The Colony Is King)
- 2014: N’Monix (mehrere Stücke)

Mit John Hackett
siehe auch Sketches of Satie (2000) unter Solo-Studioalben
- 2005: John Hackett – Checking Out of London (mehrere Stücke)
- 2008: John Hackett – Prelude to Summer (mehrere Stücke)
- 2013: John Hackett, Marco Lo Muscio & Carlo Matteucci – Playing the History (mehrere Stücke)
- 2013: Nick Fletcher & John Hackett – Overnight Snow (Three Mediterranean Sketches)
- 2015: John Hackett – Another Life
- 2017: John Hackett Band – We Are Not Alone (Never Gonna Make a Dime)

### Samplerbeiträge
- 1991: Various Artists – Guitar Speak III (Song: A Life in Movies)
- 2012: Various Artists – The Rome Pro(g)ject (Songs: Down to the Domus Aurea und The Mouth of Truth)
- 2017: Lesley Wood & Kate Evans – Harmony For Elephants (Begleit-CD zum gleichnamigen Buch; Songs: In a Perfect World und Lorato)

## Statistik

### Chartauswertung
|                     | DE     | AT    | CH     | UK     | US    |
| ------------------- | ------ | ----- | ------ | ------ | ----- |
| Nummer-eins-Alben   | DE—DE  | AT—AT | CH—CH  | UK—UK  | US—US |
| Top-10-Alben        | DE1DE  | AT—AT | CH—CH  | UK1UK  | US—US |
| Alben in den Charts | DE19DE | AT3AT | CH15CH | UK23UK | US5US |

|                       | DE    | AT    | CH    | UK    | US    |
| --------------------- | ----- | ----- | ----- | ----- | ----- |
| Nummer-eins-Singles   | DE—DE | AT—AT | CH—CH | UK—UK | US—US |
| Top-10-Singles        | DE—DE | AT—AT | CH—CH | UK—UK | US—US |
| Singles in den Charts | DE—DE | AT—AT | CH—CH | UK1UK | US—US |